# Іподиякон
Іподия́кон (грец. υποδιάκονος, «піддиякон»), або піддия́кон (лат. subdiāconus) — у християнстві клірик, який служить при архієреї під час його священнодій. Зокрема, носить перед ним у зазначених випадках трикирій, дикирій та рипіди, підстилаючи орлець, омиває йому руки, підносить Чиновник архієрейського богослужіння, одягає та здійснює деякі інші дії.
У сучасній православній церкві іподиякон не має священного ступеня, хоч і одягається у стихар та має одну з відзнак дияконського сану — орар, який надягається хрестоподібно через обидва плеча й символізує янгольські крила.
Будучи найстаршим церковнослужителем, іподиякон є проміжною ланкою між церковнослужителями та священнослужителями. Тому іподиякон, введений архієреєм через хіротесію, а не просто одноразово благословенний на служіння, може торкатись престолу й жертовника під час богослужіння та в певні моменти входити у вівтар через Царські ворота. З цієї ж причини неодружений іподиякон, введений архієреєм через хіротесію, а не просто одноразово благословенний на служіння, не може брати шлюбу. Під час літургій іподиякон одягається в альбу, поверх якої одягає маніпулу, підризник і туніку. На відміну від своїх братів-іподияконів візантійського обряду, які носять орар, іподиякон не носить його західний еквівалент, який зарезервований для дияконів, священиків та єпископів.

Римський обряд
Римський обряд
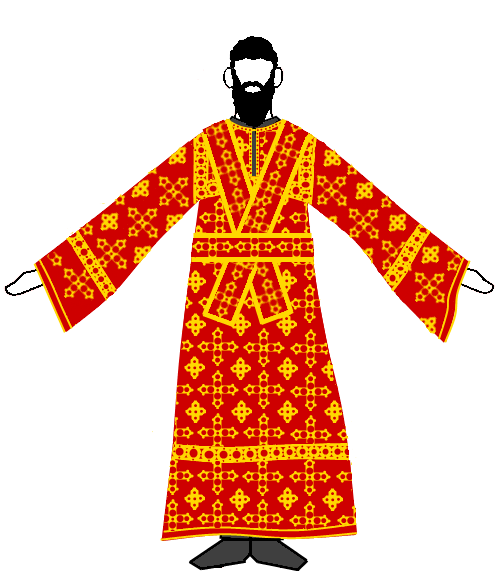
Візантійський обряд
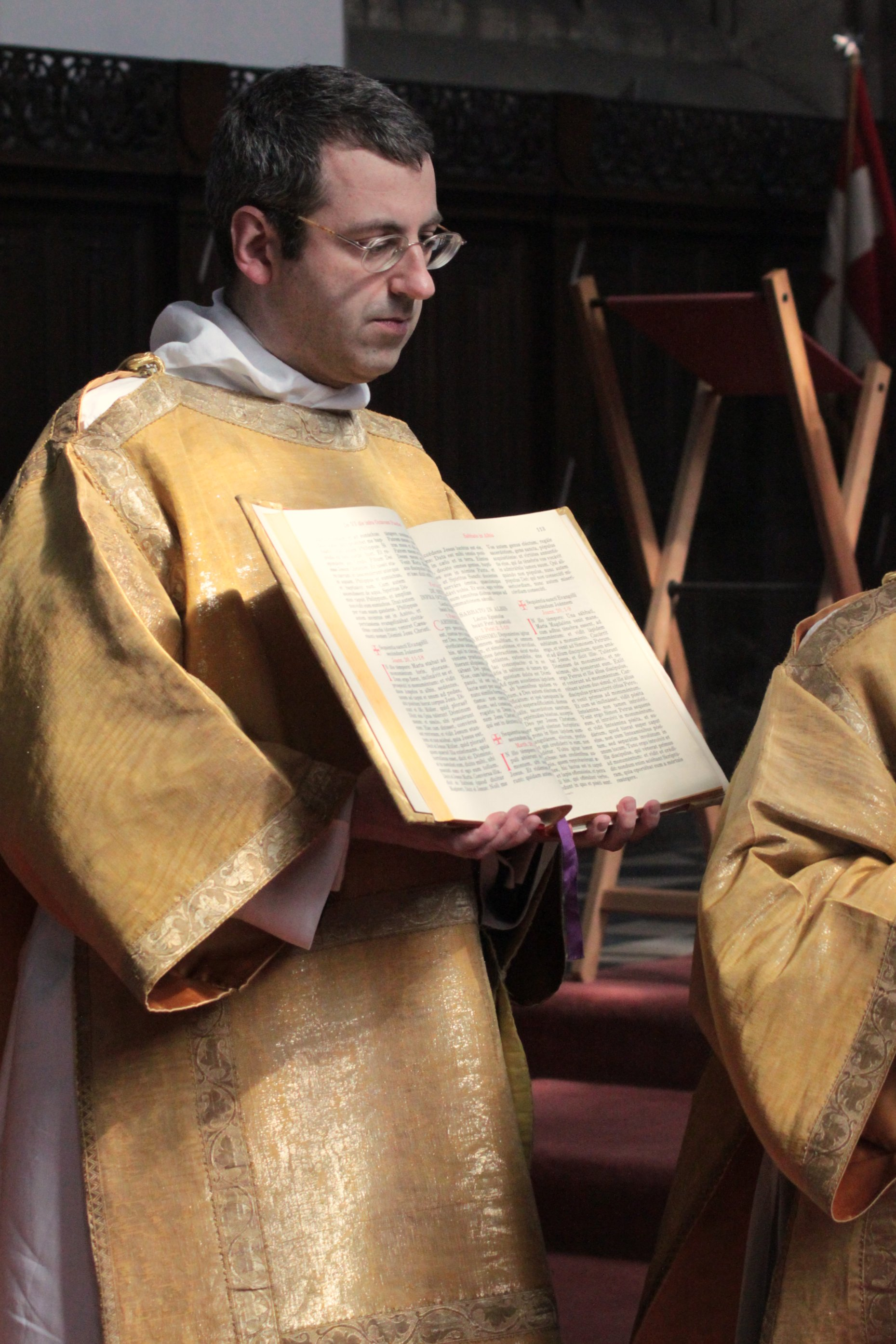
Католицький піддиякон
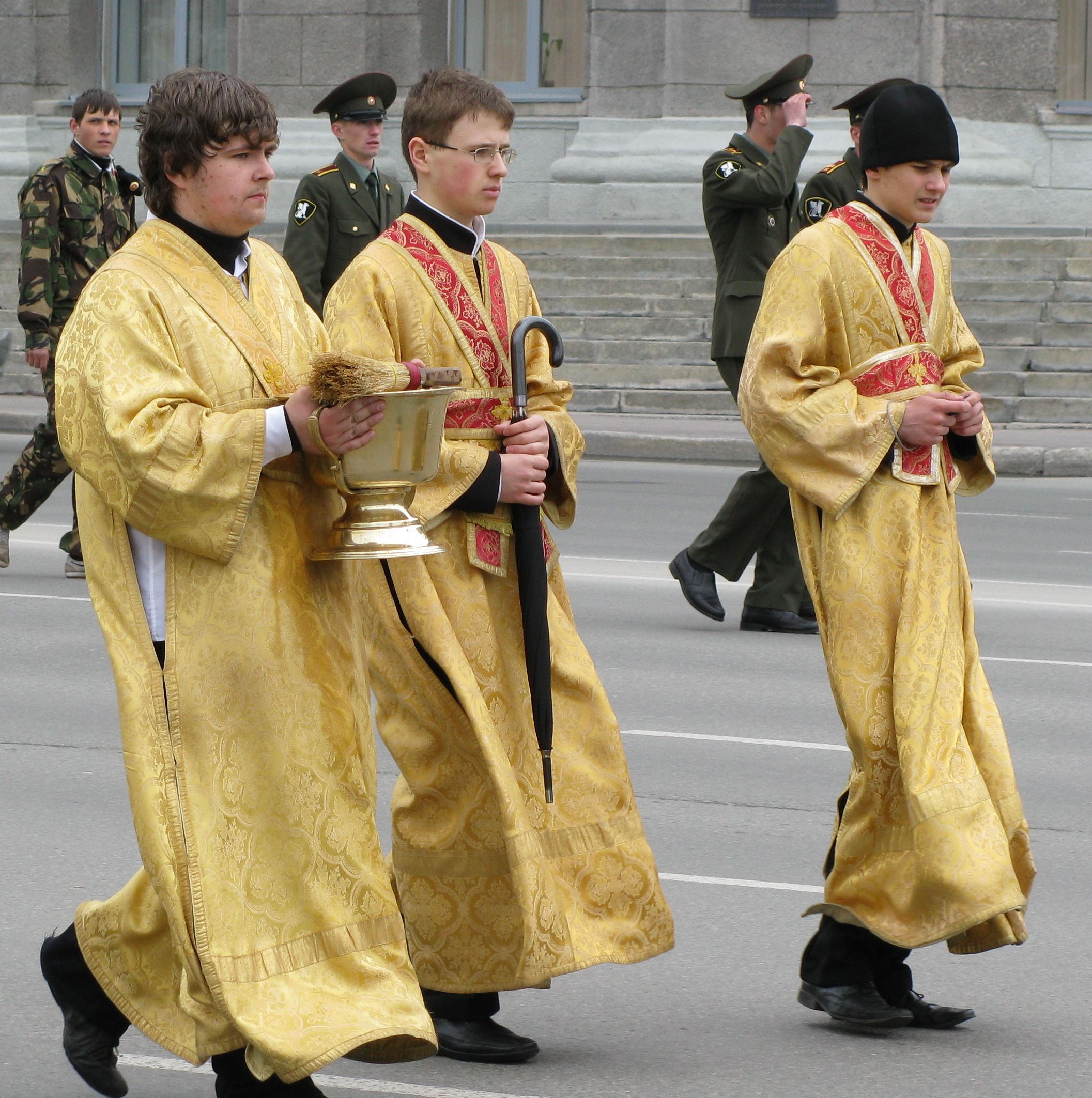
Іподиякони РПЦ